# 24 Horas de Sexo Explícito
24 horas de sexo explícito é um filme brasileiro de sexo explícito realizado na Boca do Lixo de São Paulo em 1985 e dirigido por José Mojica Marins. O filme fez um grande e inesperado sucesso que acabou levando Mojica a dirigir uma continuação dois anos mais tarde: 48 Horas de Sexo Alucinante (1987).
A cena de sexo entre a atriz Vânia Bournier e um pastor alemão é considerada a primeira cena de bestialismo do cinema brasileiro.

## Sinopse
Três atores pornô decidem apostar para ver qual deles consegue transar com mais mulheres num período de 24 horas. Para o desafio alugam uma casa na praia e convidam as mulheres mais feias que conseguem encontrar.

## Elenco
- José Mojica Marins
- Sílvio Júnior
- Walter Laurentis
- Antônio Rodi
- Cláudia Lopes
- Tamara Lopes
- Benê de Oliveira
- Albano Cartozzi
- Vânia Bournier
- Roque Palácio
- Oasis Minniti
- Waldemar Laurentis
- Jack - O pastor alemão